# Radio Graffiti
Radio Graffiti est une association à but non lucratif de la région nancéienne gérée par des bénévoles.
Radio libre et indépendante, sa tonalité est unique en Meurthe-et-Moselle ainsi que sa programmation.
Elle a été créée en 1982 sous le nom Radio Active, puis Active FM. Elle prend son nom actuel en septembre 1983. C'est une des plus anciennes radios à émettre sur la région de Nancy (en dehors de celles du service public).
En 2023, Graffiti est absente du multiplexe DAB local de Nancy prévu pour le mois de Septembre et reste uniquement diffusée en FM, ce qui fait de la station la seule locale à ne pas être montée sur le numérique.